# Jean Becker (skrzypek)
Jean Becker (ur. 11 maja 1833 w Mannheimie, zm. 10 października 1884 tamże) – niemiecki skrzypek.

## Życiorys
Jego nauczycielami byli Vincenz Lachner, Hugo Hildebrandt i Aloys Kettenus. W latach 1855–1865 był koncertmistrzem orkiestry teatralnej w Mannheimie. Od 1859 roku koncertował w wielu miastach europejskich, zdobywając sobie sławę jako wykonawca utworów Ludwiga van Beethovena i Felixa Mendelssohna. Nazywano go „niemieckim Paganinim”. Od 1866 do 1880 roku prowadził we Florencji kwartet smyczkowy Quartetto Fiorentino.
Jego córka Jeanne (1859–1893) była pianistką, natomiast synowie Hans (1860–1917) i Hugo (1863–1941) altowiolistą i wiolonczelistą.